# Kharājū
Kharājū (persiska: خراجو) är en ort i Iran.   Den ligger i provinsen Östazarbaijan, i den nordvästra delen av landet, 500 km väster om huvudstaden Teheran. Kharājū ligger 1 709 meter över havet och antalet invånare är 1 458.
Terrängen runt Kharājū är varierad. Kharājū ligger nere i en dal. Runt Kharājū är det ganska glesbefolkat, med 22 invånare per kvadratkilometer. Kharājū är det största samhället i trakten. Trakten runt Kharājū består i huvudsak av gräsmarker.